# Puigverd de Lleida
Puigverd de Lleida (spanisch Puigvert de Lérida) ist eine katalanische Gemeinde (Municipio) mit 1.418 Einwohnern (Stand: 2024) in der Provinz Lleida im Nordosten Spaniens. Sie ist Teil der Comarca Segrià. 

## Geographie
Puigverd de Lleida liegt etwa elf Kilometer südöstlich vom Stadtzentrum von Lleida in einer Höhe von ca. 220 m am Canal d’Urgell. Durch den Süden der Gemeinde führt die Autopista AP-2.

## Einwohnerentwicklung
| 1900 | 1930 | 1950 | 1970 | 1981 | 1991 | 2001 | 2011 | 2021 |
| ---- | ---- | ---- | ---- | ---- | ---- | ---- | ---- | ---- |
| 882  | 1076 | 1075 | 991  | 995  | 949  | 1075 | 1422 | 1384 |

## Sehenswürdigkeiten

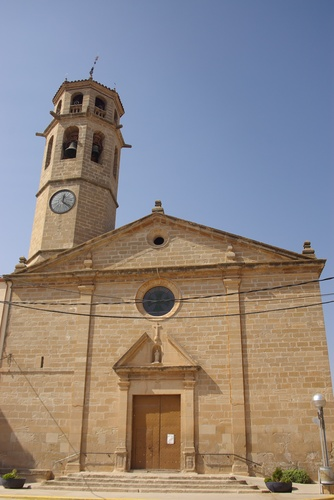
Peterskirche

- Peterskirche

## Persönlichkeiten
- Juan Ramón Puig Solsona (* 1952), Fußballspieler